# Bombardier Movia 346
Bombardier Movia 346 sunt ramele de metrou care au fost create de compania Canadiano-Germană Bombardier Transportation. Ele au fost produse pentru metroul Bucureștean având în vedere exploatarea magistralelor M1, M2 și M3. În 2020 ele au început să opereze și pe M5, până la sosirea trenurilor Alstom Metropolis.
La sfârșitul anilor 90', Metrorex avea nevoie de un parc de trenuri mai noi pentru a mai retrage din circulație în anii următori flota de trenuri românești IVA care de după revoluție începuseră să devină din ce în ce mai depășite tehnologic. Metrorex a lansat în 1999 licitația pentru achiziția de trenuri noi, la licitație au participat brand-urile: ADtranz, Bombardier Eurorail (predecesorul Bombardier Transportation), Siemens și Alstom, câștigătorul fiind ADtranz. Începând din anul 1999 s-a demarat procedura de dezvoltare a noilor trenuri Bombardier. ADtranz, ulterior cumpărat de Bombardier Transportation s-a ocupat de dezvoltarea trenului de metrou. Proiectarea s-a făcut la fosta uzină Kalmar Verkstad achiziționată de concernul ADtranz în anii 90'. Fiind dezvoltată de fosta uzină din Suedia, aceasta a adus trenului de metrou 346 Movia similarități cu C20-ul proiectat pentru Stockholm, cum ar fi faptul că ambele au pe părțile laterale panouri din oțel inoxidabil, faptul că ambele trenuri foloseau echipamente electrice similare sau faptul că trenurile erau botezate cu un nume dintr-o categorie specifică și foloseau același font la denumirile trenurilor. La sfârșitul anului 2001 s-a demarat producția trenurilor 346 Movia. Prima garnitură de metrou a ajuns la Depoul I.M.G.B. (Actuala stație Berceni) pe 18 februarie 2002. Trenul "1001-2001 Dalia" este primul tren construit pentru București și este singurul tren asamblat la Bombardier Transportation Sweden AB. Resetul trenurilor au fost asamblate la Electroputere Craiova S.A. Tot pentru restul garniturilor, diverse componente și subansamble au fost făcute la diverse fabrici din portofoliul Bombardier. Boghiurile au fost făcute la fabrica din Siegen, Germania. Producția panourilor din oțel inoxidabil a avut loc la fabrica din Görlitz, Germania iar propulsia IGBT, Bombardier MITRAC TC1410 IGBT–VVVF a fost produsă în Suedia la Västeras. Până în 2008 s-au dat trei comenzi diferite:
1. Prima comandă de garnituri Bombardier a fost destinată exploatării magistralei M2. Aceasta a presupus un număr de 18 de trenuri, iar acestea au primit nume de flori, care au numere de parc începând cu 001 la 018.
2. A doua comandă de garnituri Bombardier a fost destinată exploatării magistralelor M1 și M3 Aceasta a presupus un număr de 20 de trenuri. Acestea au primit nume de capitale ale Uniunii Europene (exceptând trenul 1101-2101, numit Europa) și au numere de parc începând cu 101 până la 120. Contractul a fost semnat în 2005 și pus în aplicare în anul 2006.
3. A treia comandă a fost de 6 trenuri și a venit ca un supliment al celei de-a doua. Astfel, acestea continuă atât numele de capitale ale UE, dar și numerotarea (de la 121 la 126). Ultimul tren, 1126-2126 Sofia, a fost livrat în iunie 2008.

Diferența față de metrourile Astra IVA:
- Realizarea de economii în consumul energetic de până la 25%
- Costuri reduse de întreținere
- Creșterea siguranței și confortului celor 1200 de călători ai unui tren
- Cele 6 vagoane comunică între ele prin coridoare de intercomunicație
- Sistemele de asigurare a ușilor de acces dotate cu senzori detectori de obstacol; astfel, dacă un călător rămâne blocat între uși, acestea se vor deschide
- Interiorul vagoanelor prezintă panouri LED de afișaj al următoarelor stații (doar trenurile de tip BM21, comparate cu orice rama în afară de REM 033)
- Trenul poate fi condus de un singur mecanic
- Sisteme de protecție de ultimă generație (ATP) și conducere automată (ATO)
- Compartimentul pasagerilor posedă ventilație forțată
- Nivelul de zgomot este mult redus față de nivelul de zgomot al trenului IVA